# Niveria maltbiana
Niveria maltbiana is een slakkensoort uit de familie van de Triviidae. De wetenschappelijke naam van de soort is voor het eerst geldig gepubliceerd in 1942 door Schwengel & McGinty.